# 엄마의 부엌
《엄마의 부엌》는 JTBC의 교양 프로그램이다. 투박하지만 깊은 손맛으로 사람들에게 감동과 추억을 선물하는 엄마표 맛집 주인을 이정섭이 찾아 나서는 프로그램이다.